# Cadix (Geheimdienst)
Cadix (eigentlich: PC Cadix) war der Tarnname einer geheimen nachrichtendienstlichen Einrichtung der Alliierten, die sich erfolgreich mit der Entzifferung des von der deutschen Wehrmacht mithilfe der Rotor-Schlüsselmaschine Enigma verschlüsselten Nachrichtenverkehrs befasste. (Das Kürzel PC steht für den französischen Ausdruck poste de commandement, deutsch: „Kommandoposten“ oder „Gefechtsstand“.)
Cadix existierte während des Zweiten Weltkriegs in der Zeit nach der Niederlage Frankreichs ab September 1940 und der damit verbundenen Auflösung der Vorläuferorganisation „PC Bruno“ bei Paris. Sein Standort war das Château des Fouzes (deutsch: Schloss Fouzes) nahe der südfranzösischen Gemeinde Uzès. Es beherbergte die, nach dem Treffen von Pyry und dem kurz darauf erfolgten deutschen Überfall auf Polen geflohenen, polnischen Kryptoanalytiker des Biuro Szyfrów (BS) (deutsch: „Chiffrenbüro“). Dazu gehörten Marian Rejewski, Jerzy Różycki, Henryk Zygalski, ihre Chefs Gwido Langer und Maksymilian Ciężki, sowie weitere Mitarbeiter des BS und auch des AVA-Werks, wie Antoni Palluth und Edward Fokczyński. Mit der vollständigen Besetzung der bis dahin freien südlichen Zone Frankreichs im November 1942, musste Cadix aufgegeben werden.

## Vorgeschichte
Nachdem die deutsche Wehrmacht die Niederlande, Belgien und Luxemburg besetzt hatte („Fall Gelb“), begann im Juni 1940 die Offensive gegen Frankreich („Fall Rot“). Hierdurch geriet die französische Hauptstadt und damit auch der nur wenige Kilometer davon entfernte Stützpunkt PC Bruno in akute Gefahr. Kurz nach Mitternacht am 10. Juni entschloss sich daher der Leiter der Einrichtung, Gustave Bertrand, zur Evakuierung und flog mit seinen Mitarbeitern nach Oran in Algerien. Kurz darauf kapitulierte Frankreich und wurde geteilt. Während der nördliche und westliche Teil unter deutsche Besatzung kam, blieb der südliche unbesetzt und wurde zur Zone libre (deutsch: „Freie Zone“) erklärt. Im September kamen Bertrand und seine Mannschaft heimlich nach Frankreich zurück.

## Geschichte
Als neuen Standort wählten sie am 1. Oktober 1940 das Château des Fouzes nahe der südfranzösischen Gemeinde Uzès in der Zone libre und gaben ihm den Tarnnamen „Cadix“, den französischsprachigen Namen für die südspanische Stadt Cádiz. Die aus Polen geflüchteten fünfzehn Mitarbeiter des BS wurden verstärkt durch neun französische und sieben spanische Experten. Sie nahmen ihre kryptanalytische Arbeit gegen die Enigma wieder auf, wobei, anders als zuvor im PC Bruno, die Polen nun eine eigene Section bildeten, genannt die Ekspozytura Nr 300 (deutsch: „Zweigstelle Nr. 300“). Während die Polen weiter an der Kryptanalyse des deutschen Funkverkehrs arbeiteten, konzentrierten sich ihre spanischen Kollegen auf italienische und spanische Funksprüche. Wie die deutsche Wehrmacht benutzten nämlich auch die deutschen Verbündeten, wie das faschistische Italien, und auch das franquistische Spanien, die deutsche Maschine für ihren geheimen Nachrichtenverkehr.
Auch die Zusammenarbeit mit den britischen Codebreakers im englischen Bletchley Park (B.P.) wurde fortgesetzt, kühlte allerdings merklich ab. Grund waren Befürchtungen des Chefs der G.C. & C.S. (Government Code and Cypher School; deutsch etwa: „Staatliche Code- und Chiffrenschule“) in B.P., Commander Alastair Denniston, bezüglich der Geheimhaltung der als kriegswichtig erkannten alliierten Fähigkeit zur Entzifferung der Enigma (Deckname „Ultra“). Aus britischer Sicht war Cadix „nur“ ein Außenposten, den sie als nur knapp außerhalb der Reichweite der Deutschen und jederzeit sehr zugriffsgefährdet einstuften. Tatsächlich verheimlichten die Briten ihren Verbündeten auf dem europäischen Festland zunehmend wichtige Informationen und eigene Entzifferungserfolge. Auch erhielt Cadix von ihnen keine maschinelle Unterstützung, insbesondere keine ihrer hochmodernen und besonders effizienten „Knackmaschinen“, genannt Bombes. Ebenfalls aus Geheimhaltungsgründen wurde keiner der hochtalentierten und äußerst erfahrenen polnischen Kryptoanalytiker nach B.P. eingeladen, obwohl sie dort vermutlich von großem Nutzen hätten sein können. Niemand von ihnen erfuhr während des Krieges etwas von den britischen Methodiken und Ergebnissen.
Im Juli 1941 erhielten die polnischen Spezialisten Rejewski und Zygalski einen ganz besonderen Auftrag, nämlich die Sicherheit der eigenen polnischen Maschine zu überprüfen. Diese war von ihren Chefs Gwido Langer („La“) und Maksymilian Ciężki („Ci“) beziehungsweise Kollegen Leonard Danilewicz sowie seinem Bruder Ludomir Danilewicz („Da“) erfunden worden und hatte nach den Anfangsbuchstaben ihrer Nachnamen die Bezeichnung „Lacida“ erhalten. Man gab Rejewski und Zygalski einige mit der Lacida verschlüsselte Funksprüche, die sie auf „Unbrechbarkeit“ zu analysieren hatten. Zum Erschrecken der Verantwortlichen brauchten die beiden erfahrenen Codeknacker keine zwei Stunden, um die Sprüche zu lesen. Daraufhin wurde der weitere Einsatz der Lacida sofort verboten und nach kryptographischen Verbesserungen gesucht.

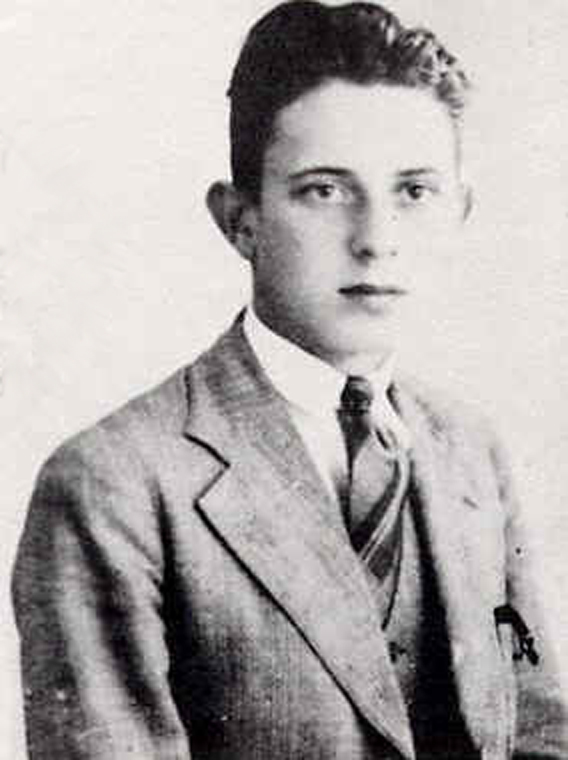
Jerzy Różycki (ca. 1928) † 1942

Cadix besaß eine Außenstelle in Algerien, die Ciężki leitete. Von Zeit zu Zeit wechselten einige seiner Mitarbeiter ihren Standort zwischen Frankreich und Algerien. Auf einer der Schiffspassagen sank am 9. Januar 1942 auf ungeklärte und tragische Weise das Passagierschiff Lamoricière und zog einige der polnischen Codeknacker in den Tod, unter ihnen der junge Familienvater und Kryptoanalytiker Jerzy Różycki.
Nach der am 8. November 1942 begonnenen britisch-amerikanischen Invasion Französisch-Nordafrikas (Deckname: Operation Torch; deutsch: „Operation Fackel“), besetzte die Wehrmacht die bis dahin freie südliche Zone Frankreichs (Unternehmen Anton), woraufhin sich Bertrand gezwungen sah, seine Mannschaft zu evakuieren und Cadix aufzulösen.
Rejewski und Zygalski gelang es, über Spanien ins Vereinigte Königreich zu entkommen. Langer, Ciężki, Palluth, Fokczyński und Kazimierz Gaca hingegen wurden beim Versuch, in der Nacht vom 10. auf den 11. März 1943 über die Grenze in den Pyrenäen zu flüchten, gefangen genommen. Langer und Ciężki wurden als Kriegsgefangene behandelt und überlebten mit viel Glück den Krieg. Palluth und Fokczyński hatten weniger Glück. Sie wurden ins KZ Sachsenhausen gebracht und kamen dort beide im Jahr 1944 zu Tode.
Niemand verriet das „Enigma-Geheimnis“, so dass die Deutschen bis zum Kriegsende, und noch lange danach, der irrigen Überzeugung waren, ihre Enigma sei „unknackbar“.